# 烏西亞庫里
烏西亞庫里是哥倫比亞的城鎮，位於該國北部，由大西洋省負責管轄，距離首府巴蘭基亞38公里，面積103平方公里，海拔高度95米，2005年人口8,561。

## 外部連結
- （西班牙文） Gobernacion del Atlantico - Usiacurí
- （西班牙文） Usiacurí official website （页面存档备份，存于）

10°45′N 74°59′W / 10.750°N 74.983°W